# Teluk Berau
Teluk Berau är en vik i Indonesien.   Den ligger i provinsen Papua Barat, i den östra delen av landet, 2 900 km öster om huvudstaden Jakarta.